# 你是我缺少的唯一
《你是我缺少的唯一》（羅馬化：Thoe Suemsao Tae Khao OCD），改编自Khai Jiao Mu Sap的同名网络小说，TrueID首部原创制作，与One 31制作团队合作开发的原创故事，由塔纳瓦·班亚林（Plammi）执导，提迪蓬·德查阿派坤（New）及娜帕诵·薇拉尤蒂莱（Puimek）领衔主演的爱情喜剧。剧集主要关注少年等群体的心理健康及社会问题。剧集于2022年5月初正式开拍，7月中旬顺利杀青。目前将于7月30日通过TrueID开播EP. 0作为预热，2022年8月5日起每周五至周六晚六时通过True4U正式开播。

## 演员阵容
- 提迪蓬·德查阿派坤（New）[2][1]
- 娜帕诵·薇拉尤蒂莱（Puimek）[2]
- 帕查特·詹金（Fiat）[2]
- 鲁安格里特·西里潘尼特（Ritz）[2]
- 康姆克里特·杜昂苏万（Parn）[2]
- 莎若查·瓦缇塔盼（Tao）[2]
- 坤捺孔·葛潘（Co）[2]
- 阿丽莎拉·翁差丽（Fresh）[2]
- 克罗特·阿塔瑟里（Moo）[2]
- 叻叻那·功多尔宁（Jeab）[2]
- 素查达·彭帕塔娜苏（Hong）